# Tropojë
Tropojë é uma comuna (em albanês:  komuna) da Albânia localizada no distrito de Tropojë ( Tropóia , em português ) , prefeitura de Kukës. Possui uma área de 2 661 km², 25% da área do distrito.

## Localidades
A comuna possui 18 vilas: Aste, Mejdan, Kasaj, Kojel, Viçidol, Koçane, Buçaj, Gegaj, Papaj, Sopot, Hasaj, Babine, Shumice, Begaj, Shkelzen, Myhejan, Kovaç e Kerrnaje.